# Lavínia Vlasak
Pour les articles homonymes, voir Vlasák.
Lavínia Gutmann Vlasak, née le 14 juin 1976 à Rio de Janeiro, est une actrice brésilienne.

## Biographie
Descendante de Tchèques, Allemands et Lettons, elle est née à Rio de Janeiro, fille du directeur financier Robert Vlasak et de la ménagère Eugênia Gutmann. En 1980, il déménage aux États-Unis lorsque son père, employé d'une multinationale, y est transféré. Elle vivait à l'extérieur du Brésil de 4 à 7 ans et pour cette raison, elle savait lire et écrire en anglais. À l'âge de 7 ans, à son retour au Brésil, il apprend le portugais. À son retour, il a étudié à la Escola Britânica de Rio de Janeiro. Le programme de l'école a souligné la formation artistique, où il s'est trouvé être intéressé par la profession d'actrice. Dès son plus jeune âge, elle a appris de ses professeurs qu'elle serait une excellente interprète.

## Vie privée
Elle est mariée à l'économiste Celso Colombo Neto, qui a un fils, Felipe, né le 27 décembre 2008 et Estella, né le 21 février 2012.

## Filmographie

### Télévisée
| Année | Titre                             | Rôle                     |
| ----- | --------------------------------- | ------------------------ |
| 1996  | O Rei do Gado                     | Lia Mezenga              |
| 1997  | La Beauté du diable               | Lígia Abreu Furtado      |
| 1998  | Malhação                          | Érica                    |
| 1998  | Você Decide                       |                          |
| 1999  | Chiquinha Gonzaga                 | Marie de Paris           |
| 1999  | Força de um Desejo                | Alice Ventura            |
| 2000  | Secrets de famille                | Luiza                    |
| 2001  | As Filhas da Mãe                  | Valentine Ventura        |
| 2002  | Brava Gente                       | Ana                      |
| 2003  | Femmes amoureuses                 | Estela de Azevedo Franco |
| 2004  | Celebridade                       | Tânia Nascimento         |
| 2004  | A Diarista                        | Ludmila Versoça          |
| 2005  | Prova de Amor                     | Clarice Luz              |
| 2006  | Mandrake                          | Alexia                   |
| 2006  | Vidas Opostas                     | Erínia Oliveira          |
| 2010  | A Vida Alheia                     | Mel                      |
| 2010  | As Cariocas                       | Julinha                  |
| 2010  | Afinal, o Que Querem as Mulheres? | Cameo de actriz          |
| 2011  | Passions mortelles                | Úrsula                   |
| 2012  | As Brasileiras                    | Isabel                   |
| 2014  | As Canalhas                       | Natália                  |
| 2015  | Totalmente Demais                 | Natasha Oliver           |